# Tingoh
Tingoh (ou Tingo) est un village du Cameroun situé dans l’arrondissement de Bafut, dans le département de Mezam et dans la Région du Nord-Ouest.

## Population
Lors du recensement de 2005, on a dénombré 1 408 habitants à Tingoh, dont 686 hommes et 722 femmes.